# بنجامين هاريسون إيتون
بنجامين هاريسون إيتون (بالإنجليزية: Benjamin Harrison Eaton)‏ هو سياسي أمريكي، ولد في 15 ديسمبر 1833 في كوشوكتون في الولايات المتحدة، وتوفي في 29 أكتوبر 1904 في غريلي في الولايات المتحدة. حزبياً، نشط في الحزب الجمهوري. وقد انتخب Governor of Colorado ‏ (13 يناير 1885 – 11 يناير 1887).